# بيل فورسيث
بيل فورسيث (بالإنجليزية: Bill Forsyth)‏ هو دبلوماسي وسياسي أسترالي، ولد في 1909 في أستراليا، وتوفي في 3 مارس 1993.